# 新川てるえ
新川 てるえ（しんかわ てるえ、1964年8月22日 - ）は日本の著述家・コメンテーター・家庭問題カウンセラー。シングルマザーを支援するNPO法人、M-STEP理事長、実業家。元モデル・アイドル。
現在、株式会社G・T・M取締役、株式会社ファーイーストカンパニー取締役。
シングルマザー問題に限らず、各種の家庭問題の講演会なども行っているほか、複数のwebサイトのプロデュースも行う。

## 人物
1964年、東京都に産まれ、千葉県で育つ。モデル・アイドルとして一旦芸能界デビューするが、いわゆるできちゃった結婚により引退。
3度の離婚歴を持つ。1997年、2度目の離婚の際にシングルマザーとなった。新川はインターネットで同じ境遇の仲間の声を聞きたかったが、その時期の日本のインターネットではまだそのような情報に当たることができず、やむなく自身で「母子家庭共和国」というwebサイトを設立。このサイトが人気を博したことで出版社の目にとまり、1998年に初の著書、『母子家庭共和国』を出版する。
2002年には児童扶養手当の削減問題、および2割に満たない養育費の支払率に懸念するが、新川および新川が運営する企業だけでの運動は難しいと、「NPO法人ウインク」を立ち上げる。2012年にはウインクを長女に引き継ぎ、2014年、新たにステップファミリー（子連れ再婚家族）を支援する「NPO法人M-STEP」を立ち上げる。
3度目の結婚の際に、相手の男性に2歳と11歳の「連れ子」がおり、継母となる（子連れ再婚家族・ステップファミリー）。その際に自身が継子のことを実子と同様には愛せなかったことや、行政に相談窓口が無かったことが、M-STEP立ち上げの動機だという。
NPOでの活動では「カウンセリング」に力を入れているという。また、「M-STEP」では連れ子のいる再婚（新川曰く、ツレ婚）の社会的認知度を上げていくことが目標の一つであるという。なお新川自身の実子としては、1988年に長女を、1995年に長男を出産したことを公表している。
3度の離婚歴のうち、3度目、2010年の離婚は「夫婦別姓」を貫くため行ったもので、「ペーパー離婚」であった。しかしながら2013年9月、事実婚も解消している。

## 経歴
- 1964年 - 東京都葛飾区に生まれ、千葉県柏市で育つ[3]。高校卒業後専門学校入学し2年間モデルとして、19歳からアイドルグループ「ブスっ子くらぶ」のメンバーとして芸能界で活動[3]。
- 1987年 - できちゃった結婚により芸能界を引退。引退後の9年間はサラリーマンとして暮らし、その後会社を起業[3]。
- 1988年 - 1度目の離婚[3]。
- 1989年 - サラリーマンとしての生活を開始[3]。
- 1992年 - 再婚[3]。
- 1997年 - 2度目の離婚[3]。サラリーマン生活を終え、有限会社ワンダーポケット（のちに株式会社エルワン）設立。シングルマザー用情報サイト・「母子家庭共和国」開設[3]。
- 2002年 - NPO法人ウインクを立ち上げ、理事長に就任。シングルマザーへの支援活動を行う[3]。
- 2006年 - 再婚[3]。
- 2007年 - ラックライフエンジニアリング株式会社取締役に就任[3]。
- 2010年 - 3度目の離婚、事実婚へ移行[3]。
- 2012年 - NPO法人ウインク理事長を長女・新川明日菜に任せ、理事となる[3]。株式会社GMT設立[3]。
- 2013年 - 2010年の離婚について、事実婚を解消[3]。
- 2014年 - ステップファミリーを支援するNPO法人「M-STEP」を立ち上げ副理事長に就任[2][3][7]。
- 2015年 - 「M-STEP」理事長に就任[3]。

### メディア向けプロフィール
- 2001年 - 厚生労働省母子家庭施策研究会オブザーバー [3]
- 2002年 - 通常国会にて民事執行法改正「養育費問題」について参考人発言[3]
- 2003年 - 法政審議会にて民事執行法改正「養育費の間接強制」について参考人発言[3]
- 2008年 - 養育費支援センター運営委員 （2013年11月現在継続中）[3]
- 2013年 - 社会保障審議会児童部会「ひとり親家庭への支援施策の在り方に関する専門委員会」参加人[3]

## 著書
「NPO法人Wink 新川てるえ」名義のものも含む。
- 五月書房、1998、「母子家庭共和国」
- 秋田書店、1999、「爆進！シングルママが行く」 - 本間千恵子との共著。
- ひつじ書房、2001?、「見るサイト見られないサイト」 - 共著
- あおば出版、2002、「ばつっ子倶楽部・離婚を選ぶ勇気」
- ひつじ書房、2003、「僕らには親が別れても愛される権利がある！―養育費実態調査」 - NPO法人Wink として。
- ひつじ書房、2004、「自分でデキル養育費強制執行マニュアル」 - 監修・榊原富士子弁護士
- ひつじ書房、2005、「離婚家庭の面接交渉実態調査―パパ、ママ離婚しても会えるよね?」
- ひつじ書房、2006、「離婚後の親子関係修復サポートBOOK」
- 山海堂出版、2006、「できるシングルマザー生活便利帳」 - 共著。2015年9月25日までに五訂版まで出版。
- あおば出版、2006、「キッパリコン」 - 監修・コラム執筆
- 日本実業出版、2006、「子連れ離婚を考えたときに読む本」
- 日本加除出版、2008、「離婚家庭の子どもの気持ち―面接交渉実態調査 アンケートとインタビュー」 - 共著、NPO法人Wink編。
- 太郎次郎社エディタス、2009、「会えないパパの聞きたいこと」 - 絵本。イラストは山本久美子。
- PHP研究所、2010、「子連れ恋愛がハッピーエンドになる本」
- 日本加除出版、2010、「養育費実態調査 払わない親の本 音 ―アンケートとインタビュー離婚・未婚の父・母・子どもたちの声―」 - NPO法人Winkとして。
- 明石書店、2011、「Q&A 親の離婚と子どもの気持ち ―よりよい家族関係を築くヒント―」 - 共著、NPO法人Wink編
- 日本加除出版、2011、「面会交流実態調査アンケートとインタビュー 離婚家庭の子どもの気持ち」 - 電子書籍。
- ぶんか社、2011、「思春期っ子はみんなバカ！！ 」 - 漫画家・しばざきとしえとの共著。
- 日本実業出版社、2011、「子連れ再婚を考えた時に読む本」
- イーストプレス、2013、「ひとりで子育てしようと思ったら読む本」
- エンターブレイン、2013、「継母ですが！もう1つのシンデレラストーリー」 - 本間千恵子との共著、ISBN 978-4047291775、2013年9月27日発売
- 青志社、2014、「いちばん幸せになるために別れる?やりなおす?「夫婦」につまずいたときに読む本」
- PHP研究所、2015、「離婚を考えたときに読む本―あなたの「決断」のタイミング」
- インプレス社 2016、「国際ロマンス詐欺の卑怯な手口」電子書籍
- 太郎次郎社エディタス　2017　「日本の子連れ再婚家庭～再婚して幸せですか？」